# Gorod prinjal
Gorod prinjal (Город принял) è un film del 1979 diretto da Vjačeslav Maksakov.

## Trama
Le informazioni sugli incidenti a Mosca fluiscono nella sala operativa al 38 Petrovka. All'improvviso c'è un incontro tra il capitano della polizia Stanislav Tichonov e l'esperta forense Margarita Ušakova, che iniziano a capire perché la loro relazione non ha funzionato.